# Гилас

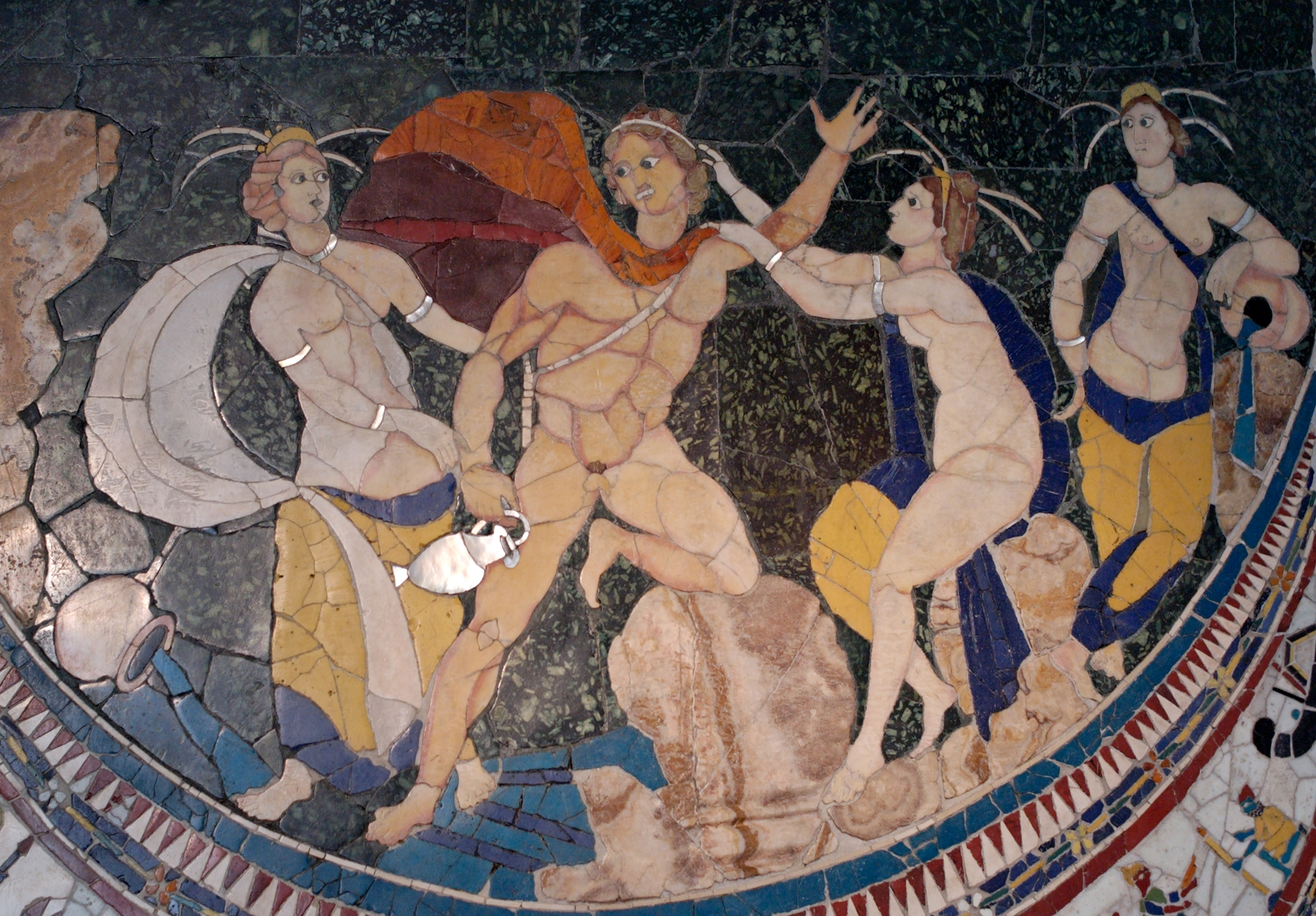
Штучная мозаика базилики Юния Басса. Гилас и нимфы

Гилас (др.-греч. Ὕλας — «лесной») — персонаж древнегреческой мифологии. Был очень красив. Сын Феодаманта и Менодики, из Эхалии или Аргоса (по Феокриту, «сын Аргоса»). Или из земли дриопов, или сын Дриопа, или сын Кеика.
Аргонавт. Юноша, возлюбленный Геракла. В битве с долионами убивает Сагеса.
Отправившись за водой, был похищен нимфами. Это произошло в Мизии около Киоса и реки Асканий и горы Аргант. Нимфы реки Асканий превратили Гила в эхо. Согласно Страбону, это было на горе Арганфоний у города Киос (Прусиада). Жители справляют празднество: блуждание по горам с вакхическими шествиями и призыванием Гила. Ему приносят жертвы у источника, и жрец трижды выкликает его по имени.
Проперций сравнивает с Гиласом возлюбленного своего друга Галла.